# Neuhofen im Innkreis
Neuhofen im Innkreis – gmina w Austrii, w kraju związkowym Górna Austria, w powiecie Ried im Innkreis. Według Austriackiego Urzędu Statystycznego liczyła 2309 mieszkańców (1 stycznia 2015).